# Боди-Алаг-хан
Боди-Алаг-хан (1504—1547) — великий хан Монгольской империи династии Северная Юань (1519—1547), внук великого монгольского хана Даян-хана (Бату-Мункэ) и сын его старшего сына Турболота.

## Биография
После смерти своего деда Даян-хана Боди-Алаг-хан должен был занять монгольский ханский престол. Однако против него выступил его дядя Барсболод-джинон, третий сын Даян-хана, который занял ханский трон. Через три года Боди-Алаг-хан в союзе с другим дядей Арсуболодом выступил против монгольского хана Барсболода. Барсболод, чтобы избежать кровопролития, вынужден был отказаться от престола в пользу своего племянника Боди-Алаг-хана.
Имел трех сыновей (Годэн Дарайсун-тайджи, Хухуцэтэй-тайджи и Онгон Дурахал-тайджи). Следующие ханы-преемники Даян-хана непосредственно управляли туменом чахаров, и, хотя они имели формальную власть над остальными монгольскими туменами, не имели реальной власти управлять ими.